# José Serrizuela
José Tiburcio Serrizuela (10 de junho de 1962, Palo, Tucumán) é um ex-futebolista argentino. Seu apelido era El Tiburón (tubarão). Atuava como zagueiro.
Serrizuela participou da Copa do Mundo de 1990, na Itália com a seleção argentina. Ele participou da final derrotada contra a Alemanha. Entre 1989 e 1990, ele recebeu 8 internacionalizações pela seleção.

## Títulos
- Primera B 1985: Rosario Central (Argentina)
- Primera División 1989/90: River Plate (Argentina)
- Torneio Clausura 1994: Independiente (Argentina)
- Supercopa 1994: Independiente (Argentina)
- Recopa 1995: Independiente (Argentina)
- Supercopa 1995: Independiente (Argentina)
- Primeira B Nacional 1997-1998: Talleres de Córdoba (Argentina)